# Жорж Урбан
Жорж Урбен (фр. Georges Urbain) (12 квітня 1872, Париж; 5 листопада 1938 Париж) — французький хімік.
Вивчав хімію в Сорбонні де захищає дисертацію у 1899 році. Залишається все життя в Парижі як викладач. Основною ділянкою його досліджень були лантаноїди. За допомогою спектроскопії визначив, що багато елементів опублікованих до того часу, насправді є сумішами різних сполук. Він вперше описав Лютецій (1907), отримав гадоліній і разом з Чарльзом Джеймсом отримав оксид ербію.
У 1919 році заснував товариство рідкісноземельних елементів (фр. Société des terres rares STR).